# Viile Satu Mare
Viile Satu Mare (węg. Szatmárhegy) – wieś w Rumunii, w okręgu Satu Mare, w gminie Viile Satu Mare. W 2011 roku liczyła 2313 mieszkańców.